# 伊萬基夫齊 (卡扎京區)
49°45′20″N 28°51′7″E / 49.75556°N 28.85194°E
伊萬基夫齊（烏克蘭語：Іванківці），是烏克蘭的村落，位於該國西南部文尼察州，由赫米利尼克區負責管轄，始建於1676年，面積1.23平方公里，海拔高度271米，2001年人口732，人口密度每平方公里596.58人。